# Deine Lakaien (албум)
Deine Lakaien је први албум немачког састава Дајне лакајен објављен 1986. године.

## Deine Lakaien (1986)
- Colour-ize
- Love will not die
- Nobody's wounded
- The mirror men
- The dive
- Fashion passion and pigaches
- Wasted years
- Bells of another land